# مقر الرئاسة الفلسطينية
مقر الرئاسة الفلسطينية والمعروف باسم المقاطعة، هو المقر الرسمي لرئاسة دولة فلسطين منذ عام 1996، يقع في مدينة البيرة الملاصقة لمدينة رام الله، ويضم مكتب رئيس دولة فلسطين، كما يستقبل فيه الرئيس الفلسطيني الرؤساء والوفود الرسمية الزائرة لفلسطين، ويتولى ديوان مؤسسة الرئاسة الفلسطينية مسؤولية تنظيم وإدارة شؤون المقر.

## التاريخ
تم تشييد مقر المقاطعة من قبل المهندس البريطاني تشارلز تيجارت في عشرينيات القرن الماضي، وقد استخدم كمقر عسكري بريطاني ومحكمة وسجن يتسع لحوالي 400 سجين. بعد مغادرة بريطانيا في مايو 1948 سيطرت الإدارة الأردنية على المقر. وبعد حرب النكسة عام 1967 سيطرت عليه إسرائيل وأصبح مقراً عسكريًا إسرائيليًا، واستمر كمقر للحاكم العسكري الإسرائيلي حتى تأسيس السلطة الوطنية الفلسطينية عام 1994، حيث استلم الفلسطينيون المقر، ثم انتقل إليه الرئيس الفلسطيني ياسر عرفات عام 1996 بعد أن أصبح المقر الرئاسي الرسمي لدولة فلسطين.

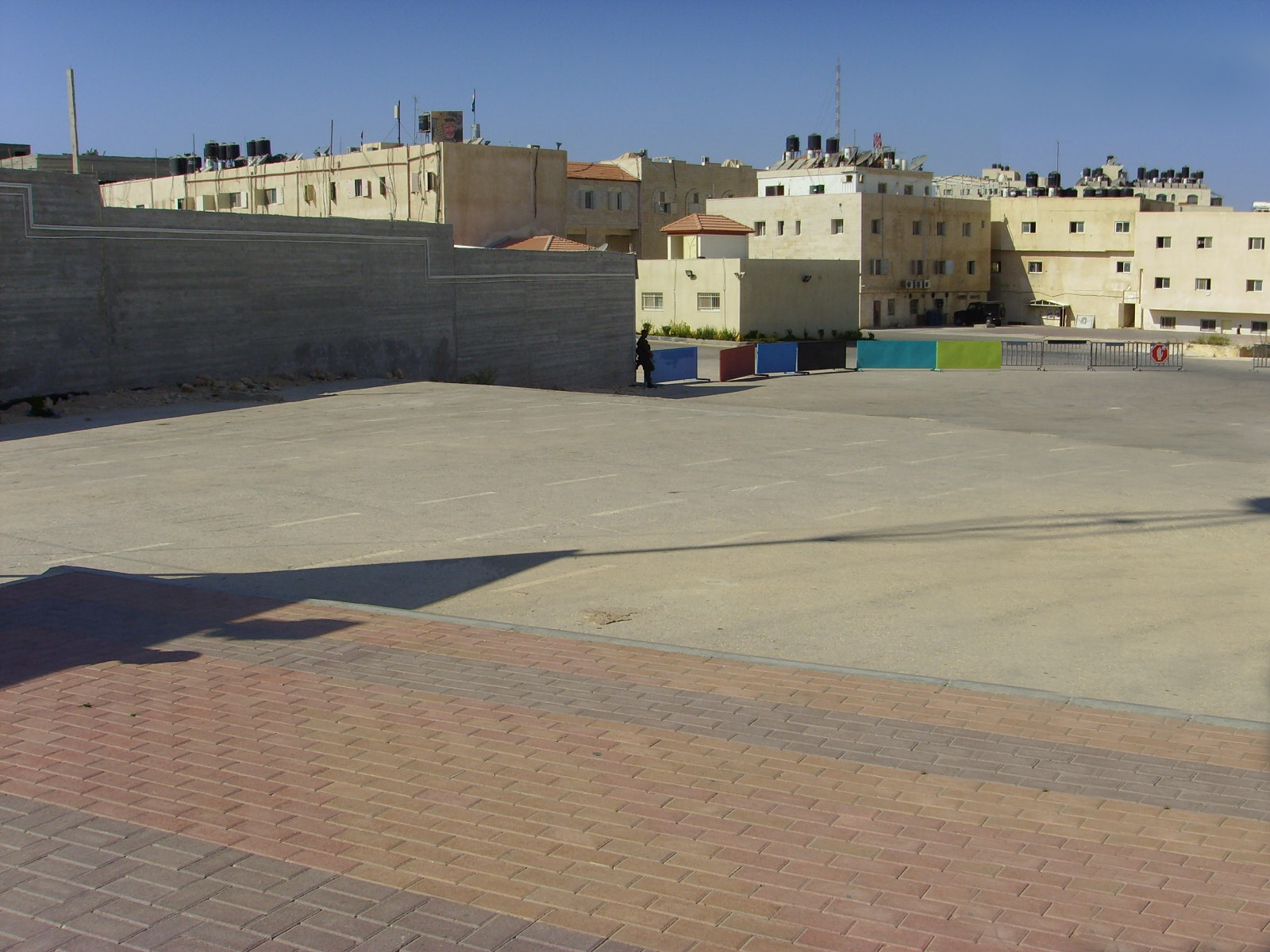
مقر الرئاسة الفلسطينية

## حصار وتدمير المقر
حاصرت إسرائيل الرئيس الفلسطيني ياسر عرفات في المقر بتاريخ 29 مارس 2002؛ بعد تنفيذ عضو كتائب القسام عبد الباسط عودة أضخم عملية تفجيرية فلسطينية في تاريخ إسرائيل، وهي عملية فندق بارك الشهيرة بتاريخ 27 مارس 2002.

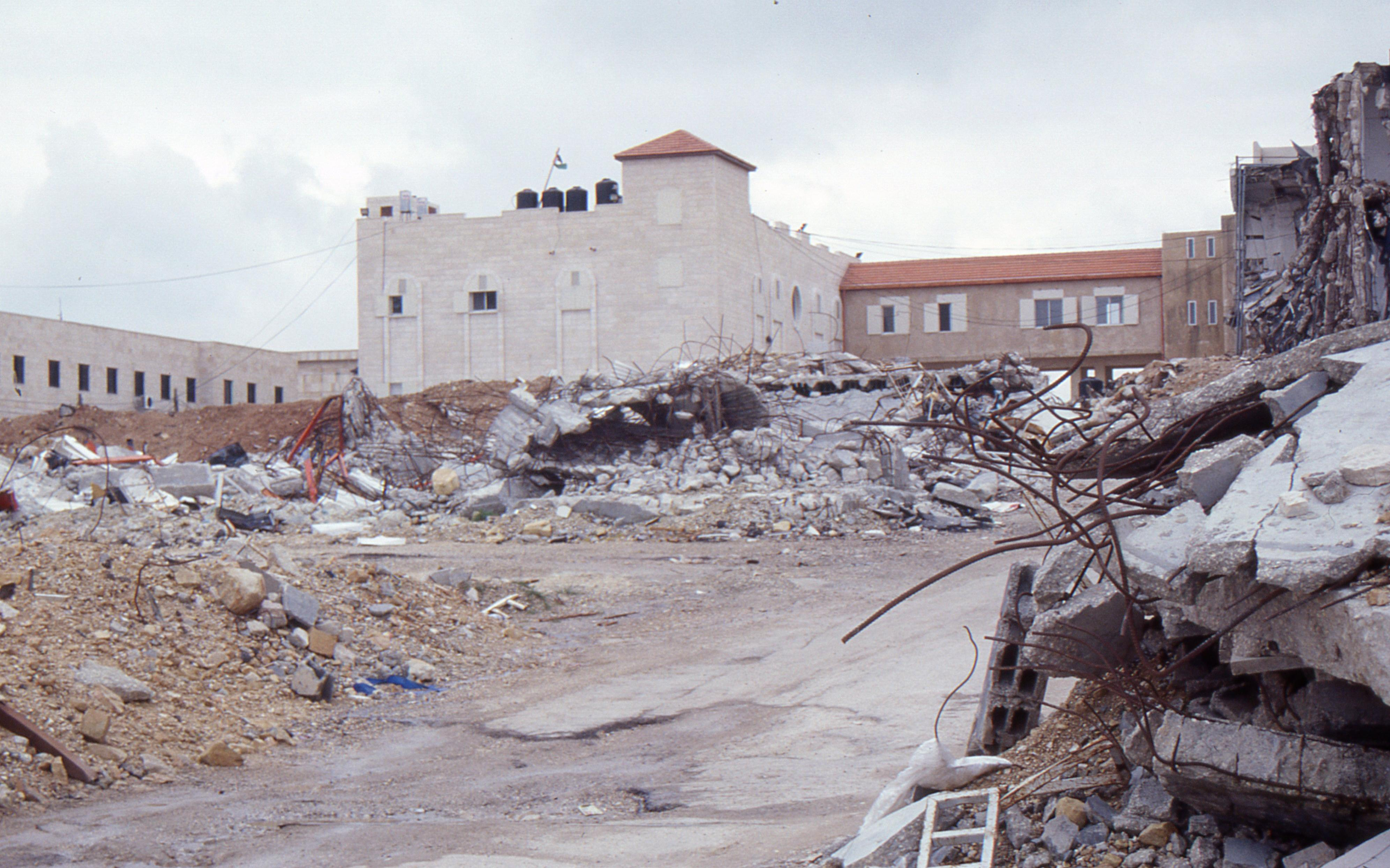
الدمار الكبير في مقر الرئاسة الفلسطينية

## المقر اليوم من الداخل
يضم مقر الرئاسة الفلسطينية عدداً من المباني والمنشآت، أبرزها:
- مكتب الرئيس الفلسطيني.[4]
- مهبط الطائرات العمودية.[5]
- مبنى الحرس الرئاسي الفلسطيني.[6]
- قاعة أحمد الشقيري.[7]
- مسجد التشريفات.[8]
- متحف ياسر عرفات.[9]
- ضريح الرئيس الفلسطيني ياسر عرفات.[10]

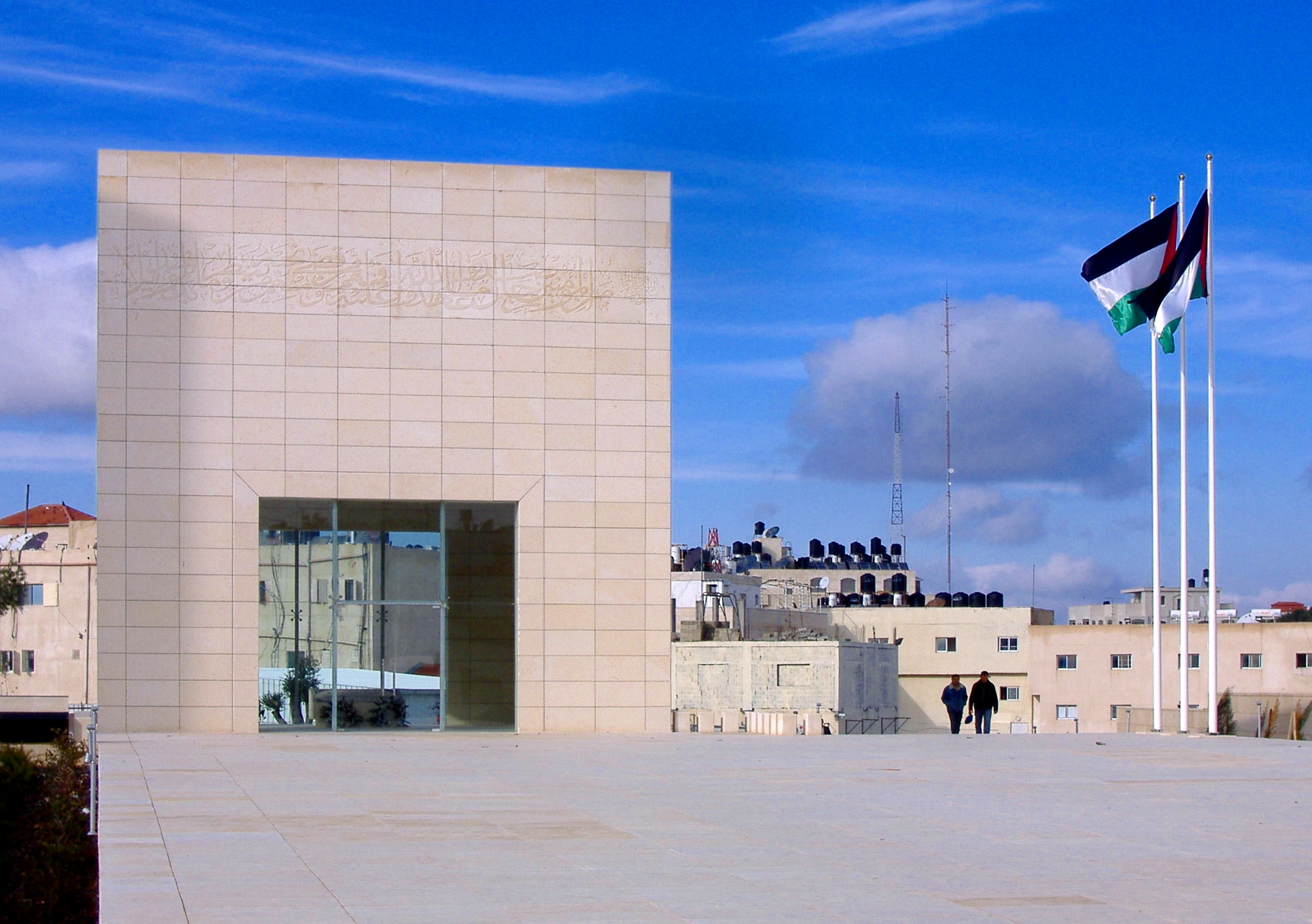
مبنى ضريح ياسر عرفات
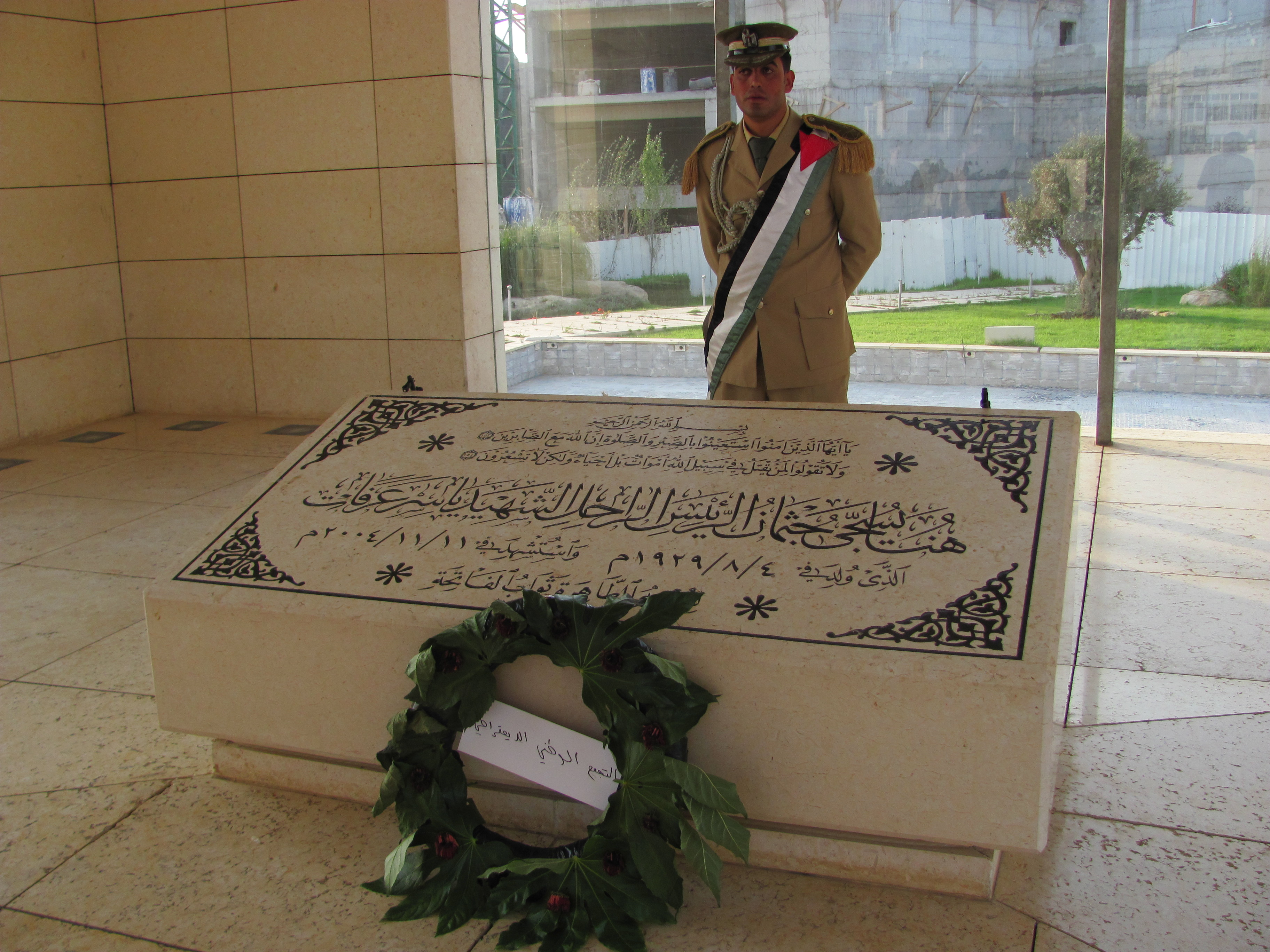
ضريح ياسر عرفات

## معرض صور

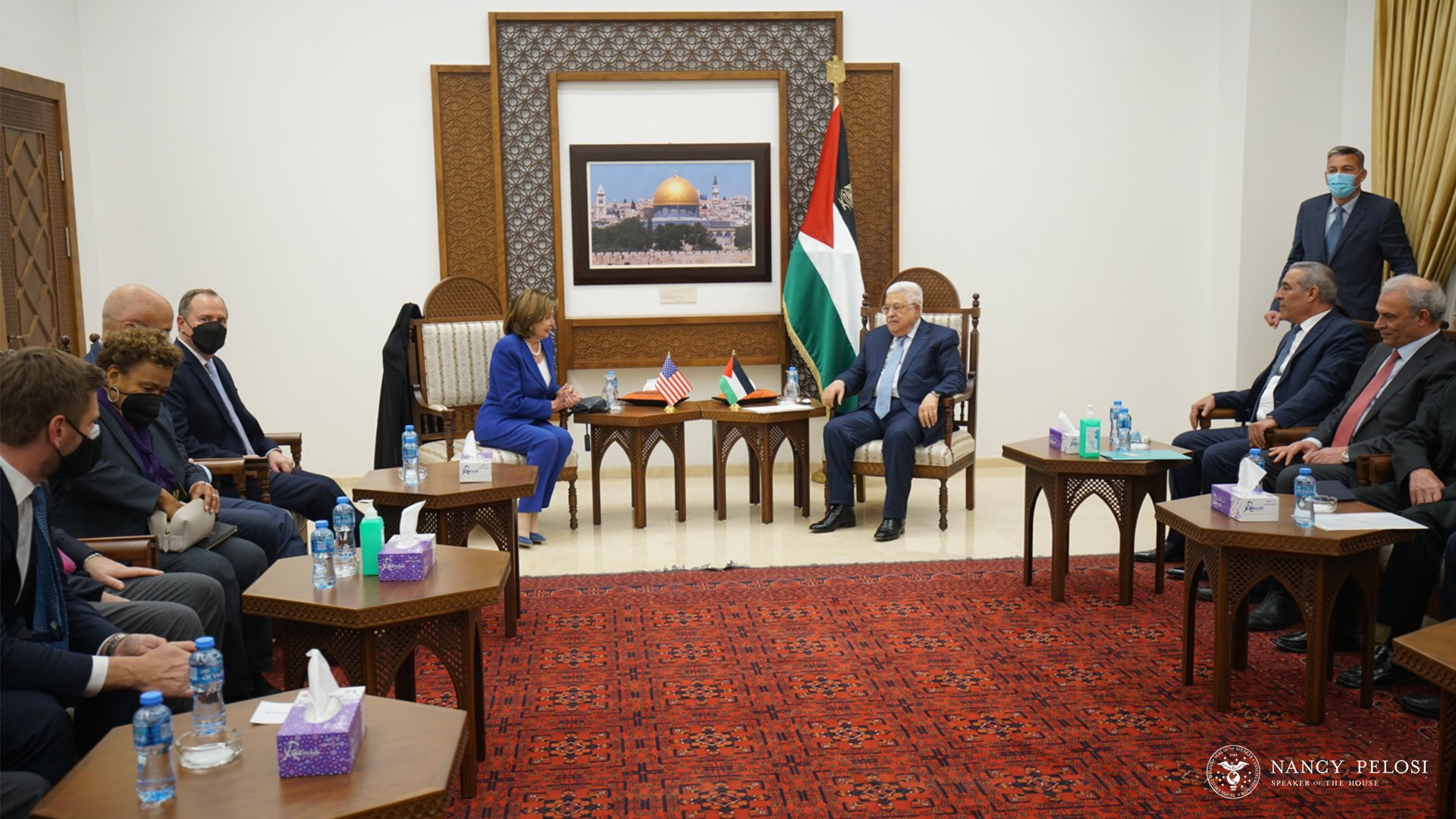
الرئيس الفلسطيني محمود عباس مستقبلًا رئيسة مجلس النواب الأمريكي نانسي بيلوسي في المقر (2022)
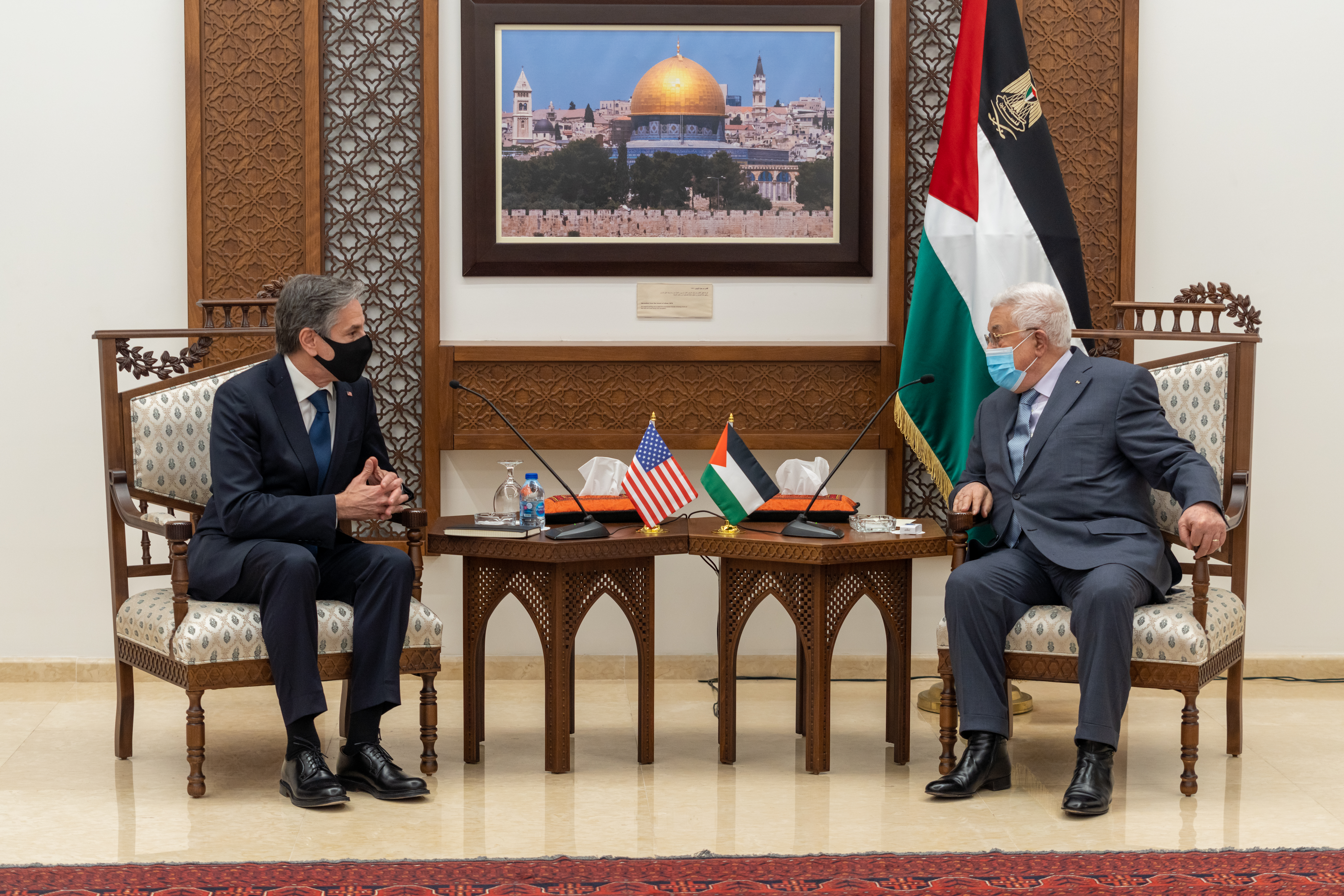
الرئيس الفلسطيني محمود عباس مستقبلًا وزير الخارجية الأمريكي أنتوني بلينكن في المقر (2021)
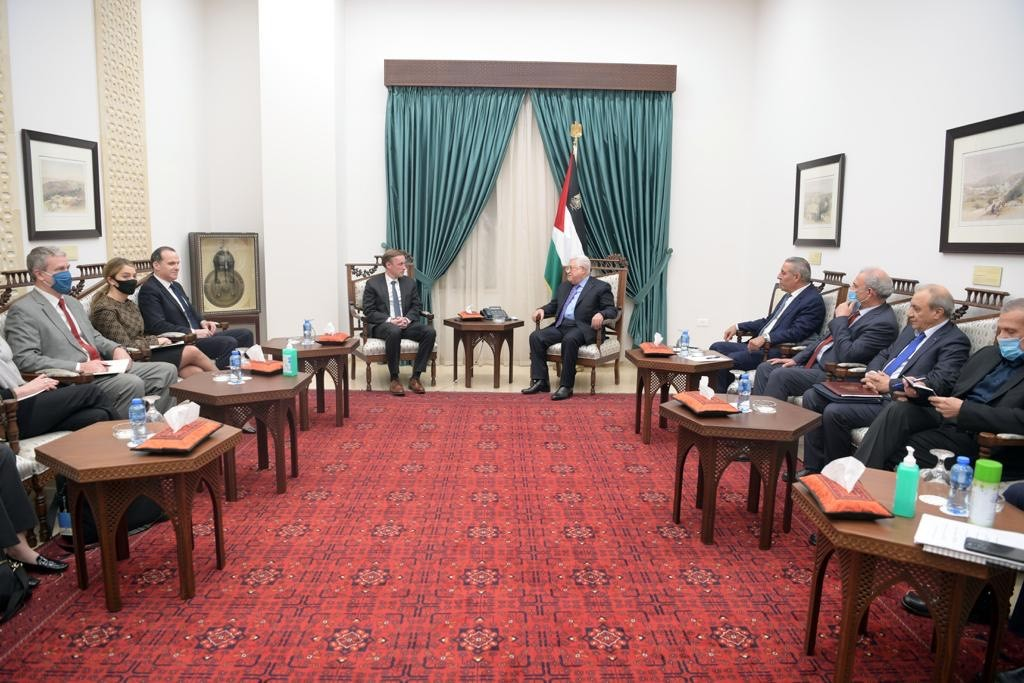
الرئيس الفلسطيني محمود عباس مستقبلًا مستشار الأمن القومي الأمريكي جيك سوليفان في المقر (2021)
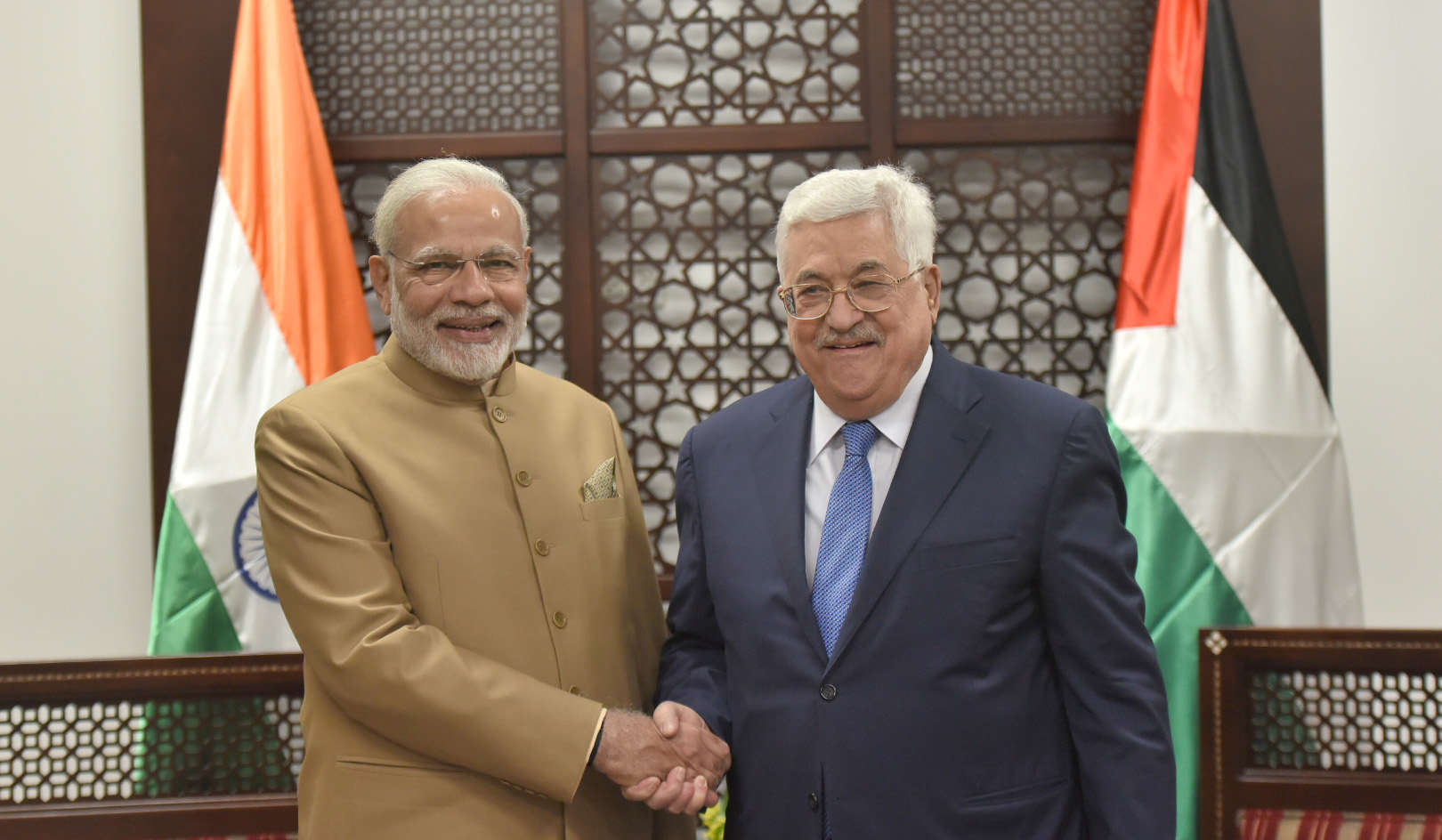
الرئيس الفلسطيني محمود عباس مستقبلًا رئيس الوزراء الهندي ناريندرا مودي في المقر (2018)
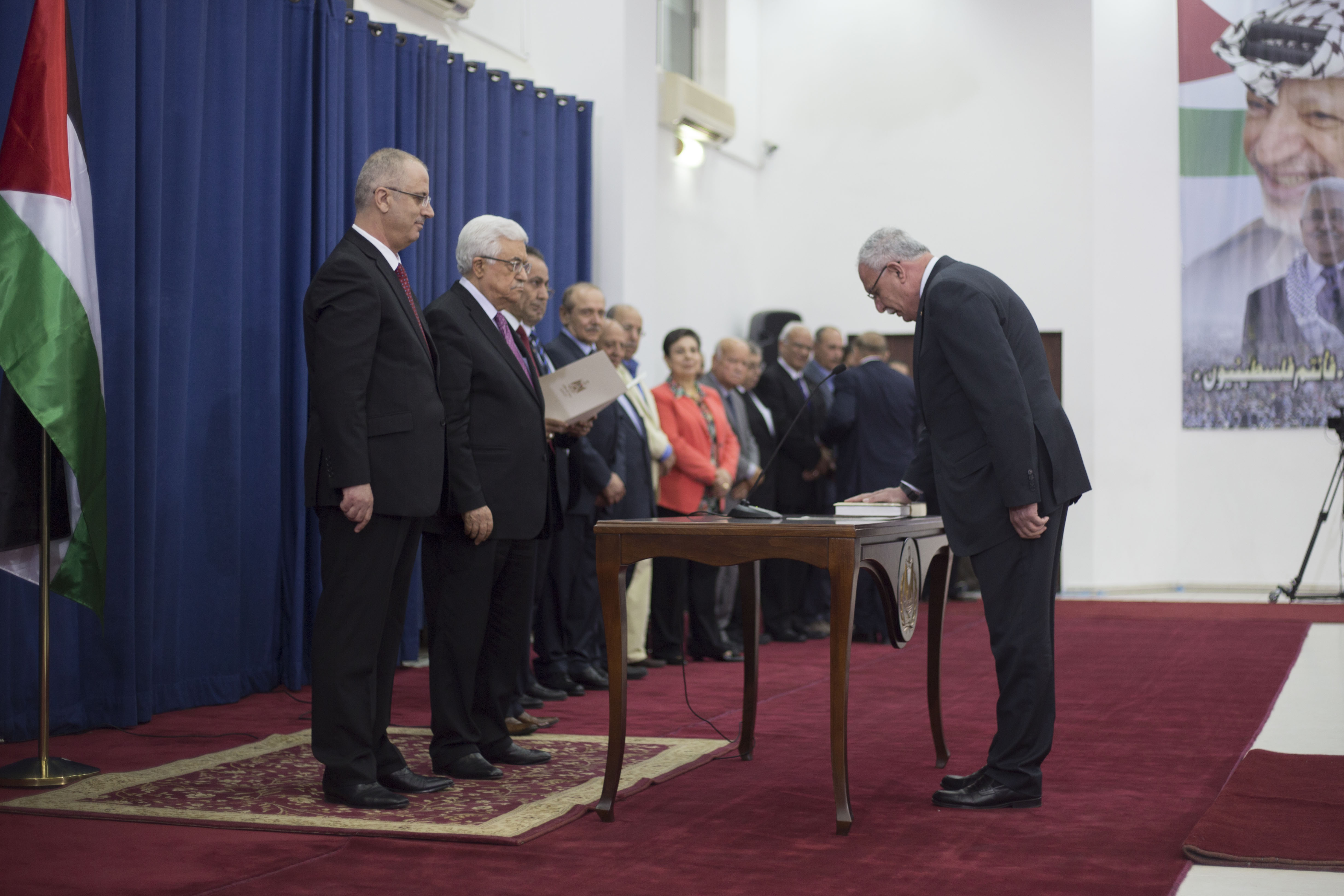
حكومة رامي الحمد الله الثالثة تؤدي اليمين الدستورية في المقر (2014)
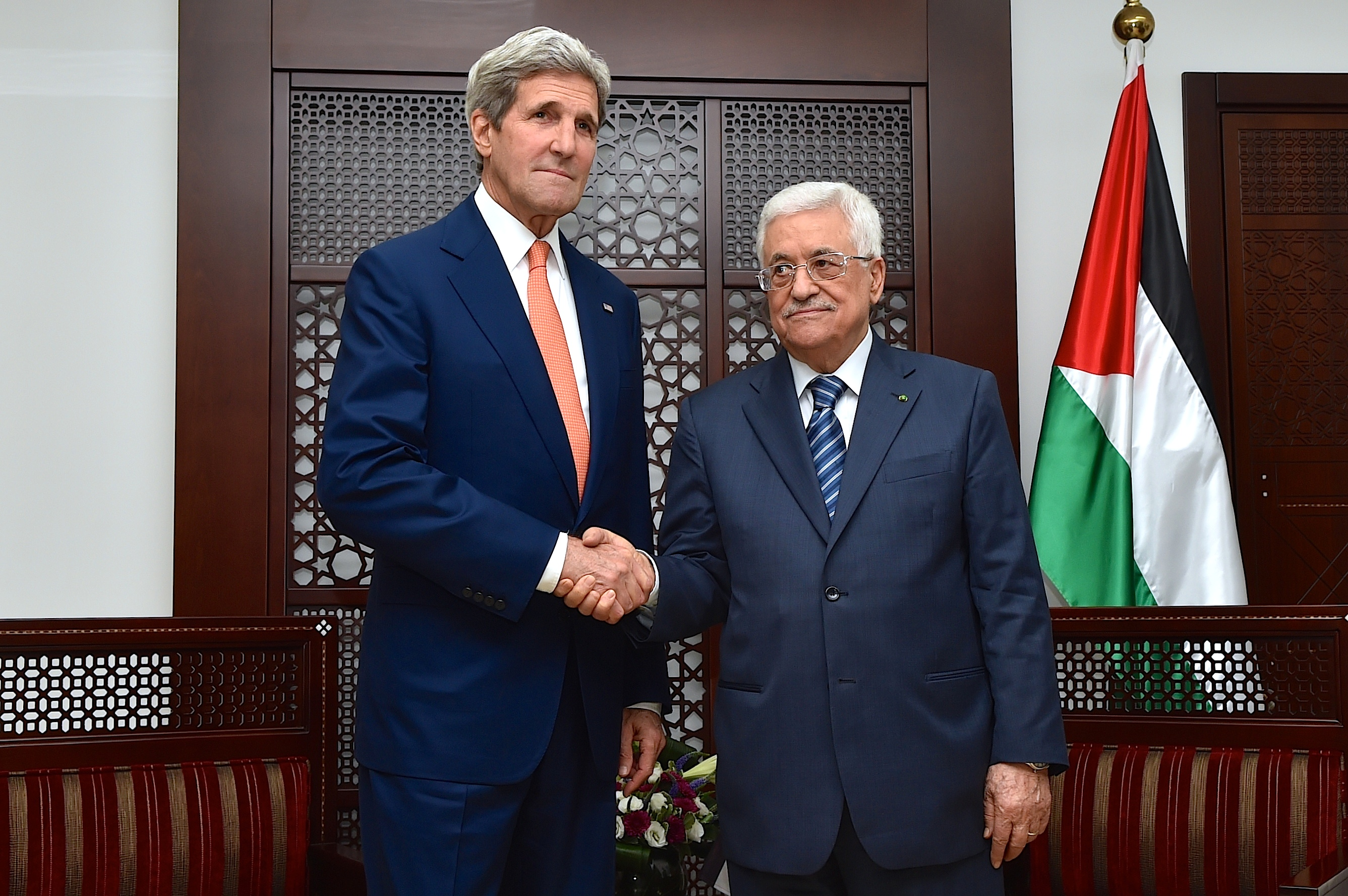
الرئيس الفلسطيني محمود عباس ووزير الخارجية الأمريكي جون كيري في المقر (2014)
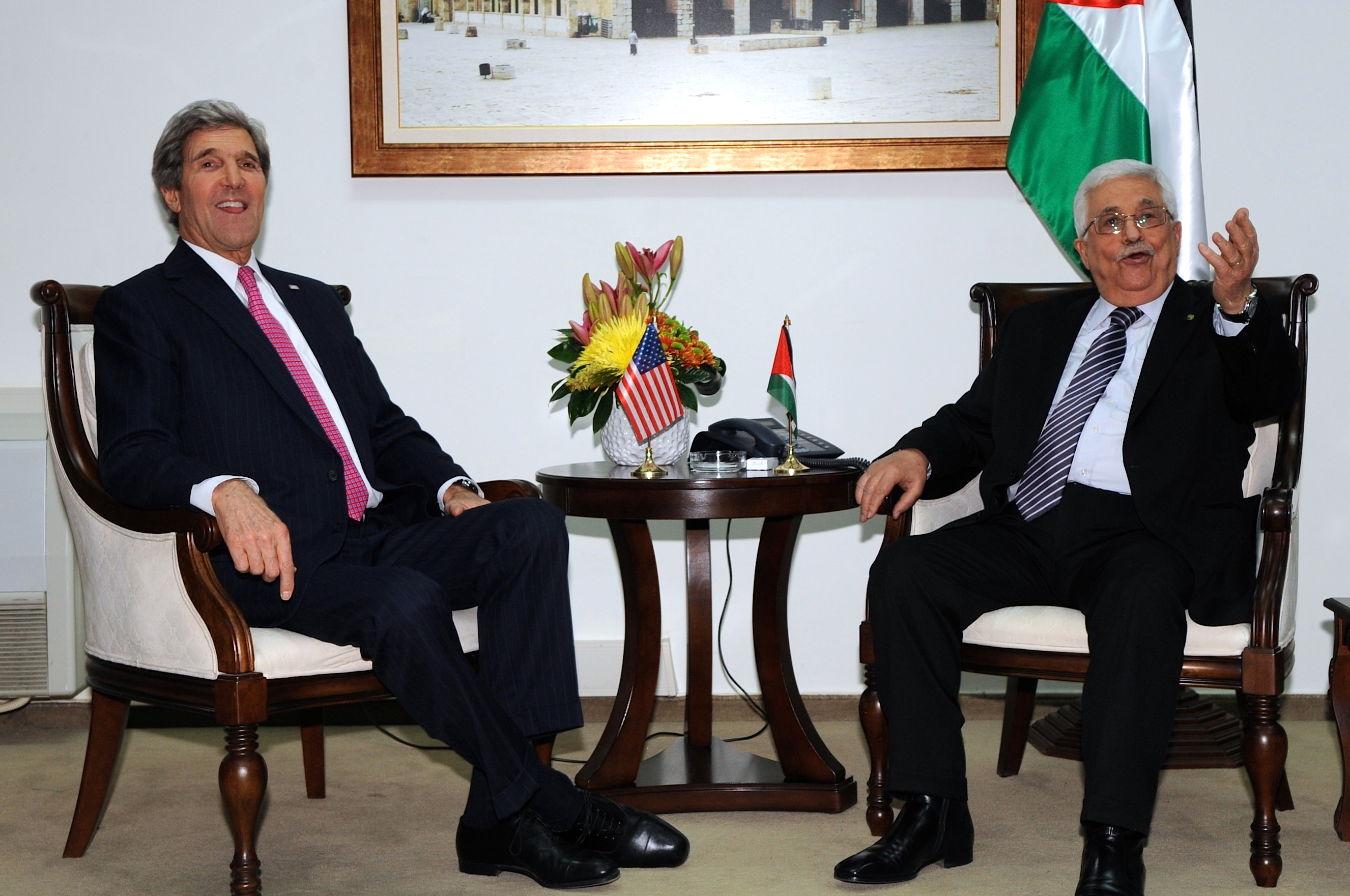
الرئيس الفلسطيني محمود عباس مستقبلًا وزير الخارجية الأمريكي جون كيري في المقر (2013)
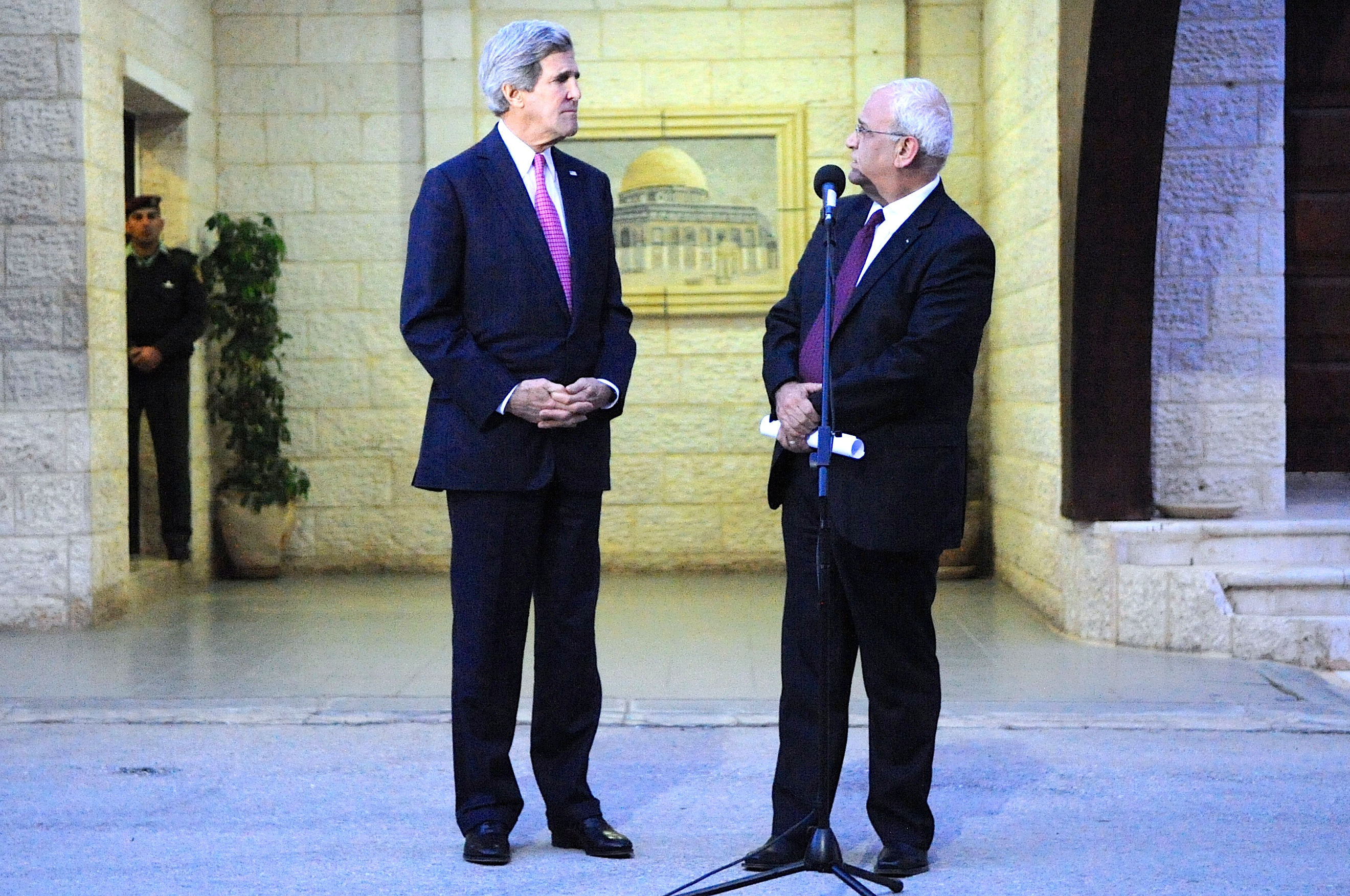
مؤتمر صحفي لجون كيري وصائب عريقات في المقر (2013)
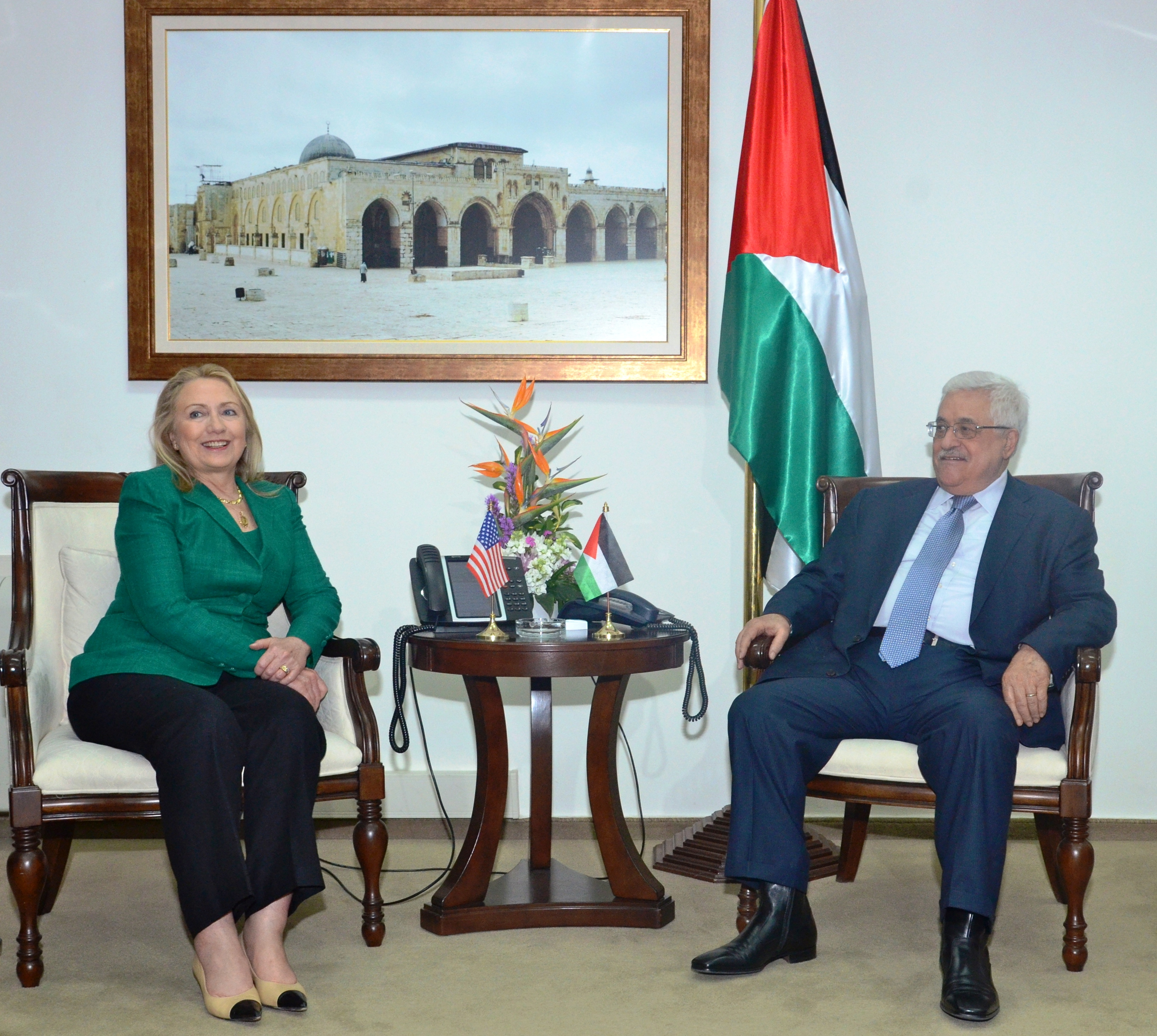
الرئيس الفلسطيني محمود عباس ووزيرة الخارجية الأمريكية هيلاري كلينتون في المقر (2012)
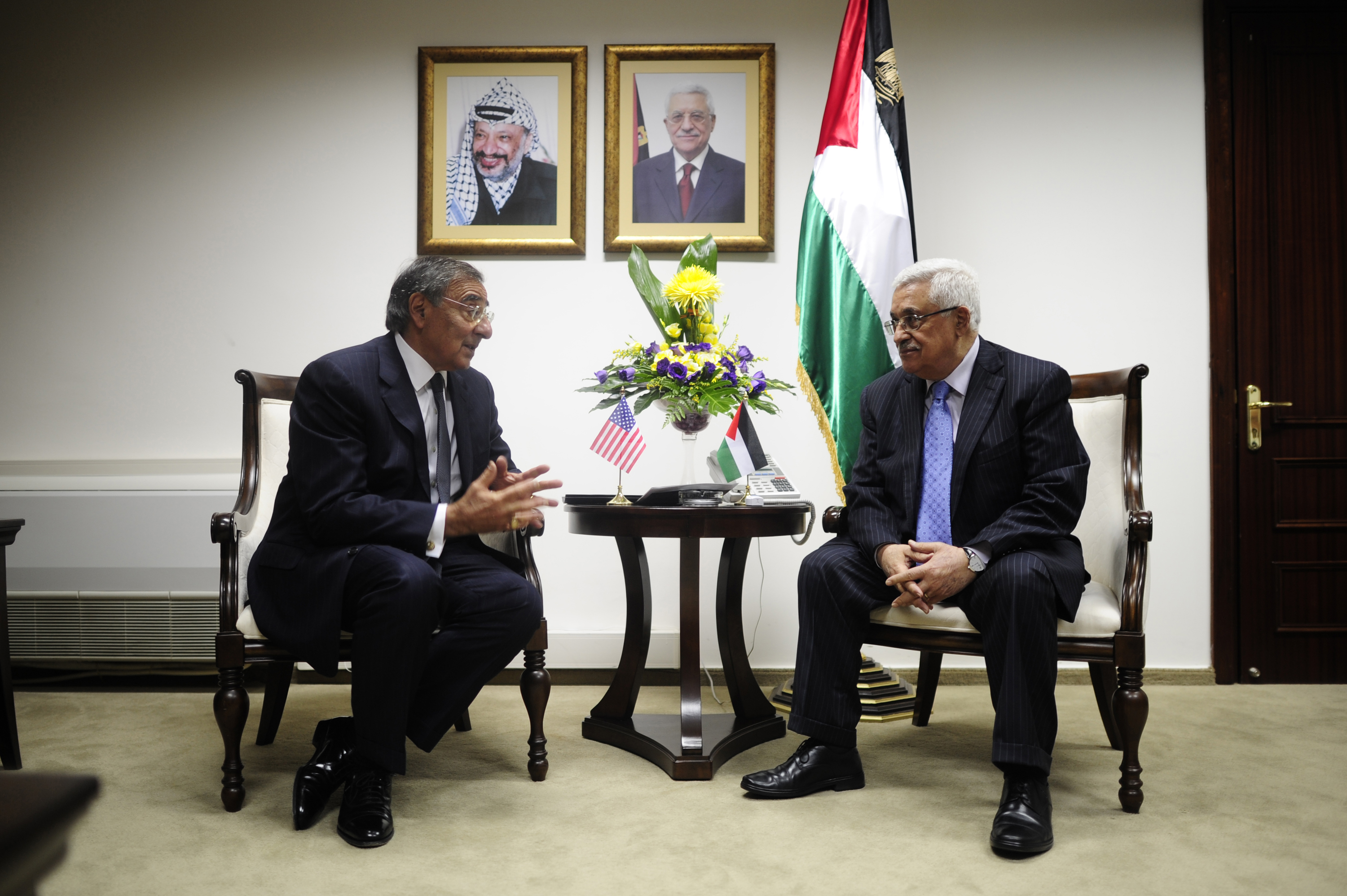
الرئيس الفلسطيني محمود عباس مستقبلًا وزير الدفاع الأمريكي ليون بانيتا في المقر (2011)